# Дзюдо на літніх Олімпійських іграх 1976
Змагання з дзюдо на літніх Олімпійських іграх 1976 у Монреалі пройшли з 26 по 31 липня.

## Медальний залік
| Місце  | Країна                | Золото | Срібло | Бронза | Загалом |
| ------ | --------------------- | ------ | ------ | ------ | ------- |
| 1      | Японія (JPN)          | 3      | 1      | 1      | 5       |
| 2      | СРСР (URS)            | 2      | 2      | 1      | 5       |
| 3      | Куба (CUB)            | 1      | 0      | 0      | 1       |
| 4      | Південна Корея (KOR)  | 0      | 1      | 2      | 3       |
| 5      | Велика Британія (GBR) | 0      | 1      | 1      | 2       |
| 6      | ФРН (FRG)             | 0      | 1      | 0      | 1       |
| 7      | Франція (FRA)         | 0      | 0      | 1      | 1       |
| 7      | Угорщина (HUN)        | 0      | 0      | 1      | 1       |
| 7      | Італія (ITA)          | 0      | 0      | 1      | 1       |
| 7      | Польща (POL)          | 0      | 0      | 1      | 1       |
| 7      | Швейцарія (SUI)       | 0      | 0      | 1      | 1       |
| 7      | США (USA)             | 0      | 0      | 1      | 1       |
| 7      | Югославія (YUG)       | 0      | 0      | 1      | 1       |
| Всього | Всього                | 6      | 6      | 12     | 24      |

## Медалісти
| Event         | Золото                     | Срібло                               | Бронза                           |
| ------------- | -------------------------- | ------------------------------------ | -------------------------------- |
| До 63 кг      | Ектор Родрігес · Куба      | Чан Ин Гьон · Південна Корея         | Феліце Маріані · Італія          |
| До 63 кг      | Ектор Родрігес · Куба      | Чан Ин Гьон · Південна Корея         | Йожеф Тунчік · Угорщина          |
| До 70 кг      | Володимир Неврозов · СРСР  | Кодзі Курамото · Японія              | Мар'ян Талай · Польща            |
| До 70 кг      | Володимир Неврозов · СРСР  | Кодзі Курамото · Японія              | Патрік Віаль · Франція           |
| До 80 кг      | Ісаму Сонода · Японія      | Валерій Двойніков · СРСР             | Славко Обадов · Югославія        |
| До 80 кг      | Ісаму Сонода · Японія      | Валерій Двойніков · СРСР             | Пак Йон Чхоль · Південна Корея   |
| До 93 кг      | Кадзухіро Ніномія · Японія | Рамаз Харшіладзе · СРСР              | Юрг Рьотлісбергер · Швейцарія    |
| До 93 кг      | Кадзухіро Ніномія · Японія | Рамаз Харшіладзе · СРСР              | Девід Старбрук · Велика Британія |
| Понад 93 кг   | Сергій Новіков · СРСР      | Гюнтер Нойройтер · Західна Німеччина | Аллен Коадж · США                |
| Понад 93 кг   | Сергій Новіков · СРСР      | Гюнтер Нойройтер · Західна Німеччина | Суміо Ендо · Японія              |
| Відкрита вага | Харукі Уемура · Японія     | Кіт Ремфрі · Велика Британія         | Чо Дже Гі · Південна Корея       |
| Відкрита вага | Харукі Уемура · Японія     | Кіт Ремфрі · Велика Британія         | Шота Чочишвілі · СРСР            |